# Alberto Soresina
Alberto Soresina (né le 10 mai 1911 à Milan, Italie et mort en 2007) est un compositeur et musicologue italien.

## Biographie
Né à Milan en 1911, Alberto Soresina étudie au conservatoire Giuseppe-Verdi de sa ville natale, et à l'Académie musicale Chigiana de Sienne. De 1959 à 1962, il enseigne le chant au conservatoire Giuseppe-Verdi de Turin, puis la composition au conservatoire Giuseppe-Verdi de Milan.
Un de ses professeurs était Vito Frazzi, et parmi ses élèves figuraient Luca Casagrande, Ruben Domunguez (en), Mario Duella, Franca Fabbri, Enrico Fissore, Andrea Forte, Stefano Secco et Fausto Tenzi.
Il a composé plusieurs œuvres pour piano, chorale et musique de chambre.

## Œuvres
Œuvres
- 1942 : Lanterna rossa
- 1942 : Cuor di cristallo
- 1954 : L'amuleto
- 1967 : Tre sogni per Marina